# 中国四国農政局
中国四国農政局（ちゅうごくしこくのうせいきょく）は、岡山市にある農林水産省の地方支分部局で、鳥取県、島根県、岡山県、広島県、山口県、徳島県、香川県、愛媛県、高知県を管轄している。

## 組織
- 職員数：2307人 - 本所581人、下部機関1726人（2007年7月1日時点）
- 予算：1801億5300万円（2005年度）
- 下部機関数：44 - 地方農政事務所8、事務所・事業所等36（2007年7月1日時点）

本所組織図
- 中国四国農政局（岡山市北区下石井 岡山第2合同庁舎）
  - 企画調整室
    - 総務課
    - 会計課

  - 消費・安全部
    - 消費生活課
    - 米穀流通・食品表示監視課
    - 農産安全管理課
    - 畜水産安全管理課

  - 生産部
    - 生産振興課
    - 業務管理課
    - 園芸特産課
    - 畜産課
    - 生産技術環境課

  - 経営・事業支援部
    - 担い手育成課
    - 輸出促進課
    - 地域食品・連携課
    - 食品企業課
    - 農地政策推進課
    - 経営支援課

  - 農村振興部
    - 農村振興課
    - 農村環境課
    - 土地改良管理課
    - 資源課
    - 事業計画課
    - 設計課
    - 用地課
    - 水利整備課
    - 農地整備課
    - 地域整備課
    - 防災課

  - 統計部
    - 調整課
    - 統計企画課
    - 経営・構造統計課
    - 生産流通消費統計課

## 出先機関
- 鳥取県拠点（鳥取市：鳥取第1合同庁舎）
- 島根県拠点（松江市）
- 岡山県拠点（岡山市北区：西古松合同庁舎）
- 広島県拠点（広島市中区：広島合同庁舎2号館）
- 山口県拠点（山口市：山口地方合同庁舎1号館）
- 徳島県拠点（徳島市）
- 香川県拠点（高松市：高松サンポート合同庁舎南館）
- 愛媛県拠点（松山市：松山地方合同庁舎）
- 高知県拠点（高知市：高知地方合同庁舎）

## 管内事業所
- 土地改良技術事務所（岡山市北区桑田町 岡山地方合同庁舎）
  - 土地改良技術事務所
- 岡山南部農業水利事業所（総社市中央）
  - 岡山南部農業水利事業所 - ウェイバックマシン（2003年8月7日アーカイブ分）
- 児島湖沿岸農地防災事業所（岡山市北区下石井 岡山第2合同庁舎）